# 李芳曾
李芳曾（？—17世紀），字角月，四川重慶府長壽縣人，明朝、南明政治人物。

## 生平
李芳曾是崇禎三年的（1630年）的舉人，獲授崇陽知縣，和汪柱、趙繼抃合謀起兵抗清。教諭周文生叛變，引清兵來到，他和蒙正發、孫嗣濟連夜逃到摩旗峯，投入長沙章曠軍隊中。之後李芳曾在肇慶謁見永曆帝，歷任職方員外郎、文選郎中；期間拒絕私交，不受賄賂，每次入朝下車，都不和官員見面。劉季鑛三次求訪都沒法遇到他，對同列說：「李芳曾真是人中龍啊。」肇慶失陷，他歸隱家鄉，以天年逝世。

## 引用
1. 1 2  錢海岳《南明史·卷五十六·列傳第三十二》：李芳曾，字角月，長壽人。崇禎三年舉於鄉。授崇陽知縣。與汪柱、趙繼抃謀起兵拒清。教諭周文生畔，間引清兵至，芳曾與蒙正發、孫嗣濟夜走摩旗峯，入長沙章曠軍。
2. ↑  錢海岳《南明史·卷五十六·列傳第三十二》：謁肇慶，歷職方員外郎、文選郎中。力絕私交，不受苞苴。每入朝，下車帷，不欲各官見面。劉季鑛三訪之不見，謂同列曰：「李公真人中龍也。」肇慶陷，歸隱，以天年終。